# Росси, Чезаре (композитор, 1858—1930)
Чезаре Росси (итал. Cesare Rossi; 26 мая 1858, Ривароло-Мантовано — 26 августа 1930, Ривароло-Мантовано) — итальянский композитор.
Окончил Пармскую консерваторию. В 1890 году занял, выиграв конкурс, место директора музыкальной школы в Тренто, где выступал также как пианист, органист и дирижёр. Здесь же была поставлена его первая опера «Беглецы» (итал. I Fuggitivi; 1896, либретто Франческо Моттино). Другая опера Росси, «Надея» (либретто Луиджи Иллика), была поставлена в 1903 г. Немецким театром в Праге, с Матильдой Френкель-Клаус в заглавной партии: главная героиня оперы — авантюристка, стремящаяся стать женой Петра I. Затем Росси вернулся в Мантую, где вновь была поставлена «Надея», однако затем Умберто Джордано подал против Росси иск о плагиате, поскольку в «Надее» была использована та же русская народная песня, что и в опере Джордано «Сибирь», и тяжба по этому поводу осложнила дальнейшую сценическую судьбу оперы Росси. В 1917 и 1923 году в Мантуе были поставлены две оперы Росси для детей — «Пиноккио на фронте» (итал. Pinocchio al fronte) и «Маленький Нельсон» (итал. Il piccolo Nelson). Композитору также принадлежат патриотические песни и хоровые сочинения.